# ハサブ
ハサブ (アラビア語: خصب Ḫaṣab)は、オマーンの都市。アラブ首長国連邦内のオマーンの飛び地であるムサンダム半島に位置し、ムサンダム特別行政区の州都である。ムサンダムは、フィヨルドのような非常にごつごつした海岸線と荒涼とした山岳風景から、「アラビアのノルウェー」と呼ばれている。

## 歴史
ハサブは、この地域での海軍のプレゼンスを高めるために、ポルトガルによって17世紀に建設された。ハサブは天然の良港であり、荒れる海からの格好の避難所となるため、防御目的で高台に建てられた多くの砦とは異なり、ハサブは航行するポルトガル船がデーツや水を補給する為に建設された。現代ではハサブには3つの大きなダムが建設され、洪水の被害から街を守っている。

## 経済
近代的な道路が海岸線沿いに建設されるまで陸路でハサブにアクセスすることは事実上不可能であったが、道路の建設によってハサブはアラブ首長国連邦に住む人々が週末に出かける人気の観光地となった。この新しい道路は、船や動物、戦士の描かれた先史時代の壁画のあるタウィの村へのアクセスも可能にした。ハサブにはイランからの輸入品や地元の陶器などを扱う近代的な商店街があり、また湾を見下ろす崖の上にはアタナ・ハサブ・ホテルやアタナ・ムサンダム・リゾートをはじめとするいくつかのホテルが立っている。
ハサブはイランに非常に近いため、独自の商業上の役割を持っている。イラン人はヒツジやヤギをハサブの港に陸揚げすると、ここからトラックでアラブ首長国連邦やサウジアラビアにこうした家畜を急送する。船員たちはオマーンの入国管理法に違反しないよう、日の出の後でハサブに到着してヒツジやヤギを下し、帰路には電気製品やアメリカの煙草を積んで日没前に出航しイランへと戻る。こうした取引はイランにおいては違法であるため、貿易船はイランの沿岸警備隊を避けて、込み合うホルムズ海峡を横断しなければならない。家畜や多数の積み荷を積んだ貿易船は毎日頻繁に海峡を通り抜ける石油タンカーの航路も横切らなければならないので、この交差する地点は危険である。近年アメリカのイランに対する制裁が強化されているため、ハサブを介して行われる密輸が増加している。
ハサブからは観光船が盛んに発着しており、ムサンダム周辺でのイルカウォッチングや、沖合の電報島へのショートトリップが行われている。電報島という名は、1865年から1868年のごく短期間、ムンバイとバーレーンを結ぶ電信線の有人中継局が存在していたことに由来する。

## 気候
ハサブはケッペンの気候区分においては砂漠気候に属する。降水量は少なく、主に12月から3月の冬季の間に降る。海岸から数マイル内陸にあるハサブ空港では、2011年6月27日に41.2℃の最低温度を記録したが、これは2012年7月12日にアメリカ・カリフォルニア州のデスバレーにおいてこれを0.5度上回るまで、世界最高の最低気温記録だった。
| ハサブの気候           | ハサブの気候 | ハサブの気候 | ハサブの気候 | ハサブの気候 | ハサブの気候 | ハサブの気候 | ハサブの気候 | ハサブの気候 | ハサブの気候 | ハサブの気候 | ハサブの気候 | ハサブの気候 | ハサブの気候  |
| 月                     | 1月          | 2月          | 3月          | 4月          | 5月          | 6月          | 7月          | 8月          | 9月          | 10月         | 11月         | 12月         | 年            |
| ---------------------- | ------------ | ------------ | ------------ | ------------ | ------------ | ------------ | ------------ | ------------ | ------------ | ------------ | ------------ | ------------ | ------------- |
| 最高気温記録 °C （°F） | 30.8 (87.4)  | 32.0 (89.6)  | 37.5 (99.5)  | 43.0 (109.4) | 46.2 (115.2) | 49.0 (120.2) | 47.7 (117.9) | 47.5 (117.5) | 44.0 (111.2) | 41.4 (106.5) | 36.0 (96.8)  | 31.0 (87.8)  | 49 (120.2)    |
| 平均最高気温 °C （°F） | 24.4 (75.9)  | 24.9 (76.8)  | 28.0 (82.4)  | 33.5 (92.3)  | 37.8 (100)   | 39.2 (102.6) | 39.8 (103.6) | 38.6 (101.5) | 37.2 (99)    | 34.5 (94.1)  | 30.2 (86.4)  | 25.9 (78.6)  | 32.83 (91.1)  |
| 日平均気温 °C （°F）   | 20.2 (68.4)  | 20.8 (69.4)  | 23.8 (74.8)  | 28.7 (83.7)  | 32.8 (91)    | 34.4 (93.9)  | 35.3 (95.5)  | 34.7 (94.5)  | 33.1 (91.6)  | 30.1 (86.2)  | 25.7 (78.3)  | 21.7 (71.1)  | 28.44 (83.2)  |
| 平均最低気温 °C （°F） | 15.6 (60.1)  | 16.2 (61.2)  | 19.4 (66.9)  | 23.9 (75)    | 27.9 (82.2)  | 30.0 (86)    | 31.3 (88.3)  | 31.1 (88)    | 29.3 (84.7)  | 25.5 (77.9)  | 20.9 (69.6)  | 17.3 (63.1)  | 24.03 (75.25) |
| 最低気温記録 °C （°F） | 10.5 (50.9)  | 10.0 (50)    | 10.0 (50)    | 15.5 (59.9)  | 21.5 (70.7)  | 25.0 (77)    | 23.8 (74.8)  | 27.0 (80.6)  | 22.0 (71.6)  | 16.0 (60.8)  | 12.0 (53.6)  | 8.4 (47.1)   | 8.4 (47.1)    |
| 降水量 mm （inch）     | 44.8 (1.764) | 49.1 (1.933) | 46.3 (1.823) | 8.8 (0.346)  | 1.9 (0.075)  | 0.0 (0)      | 0.8 (0.031)  | 0.0 (0)      | 0.0 (0)      | 0.0 (0)      | 2.9 (0.114)  | 32.1 (1.264) | 186.7 (7.35)  |
| % 湿度                 | 63           | 66           | 62           | 53           | 60           | 63           | 66           | 70           | 69           | 63           | 61           | 62           | 63.2          |
| 出典：NOAA (1961-1990) |              |              |              |              |              |              |              |              |              |              |              |              |               |

## ギャラリー

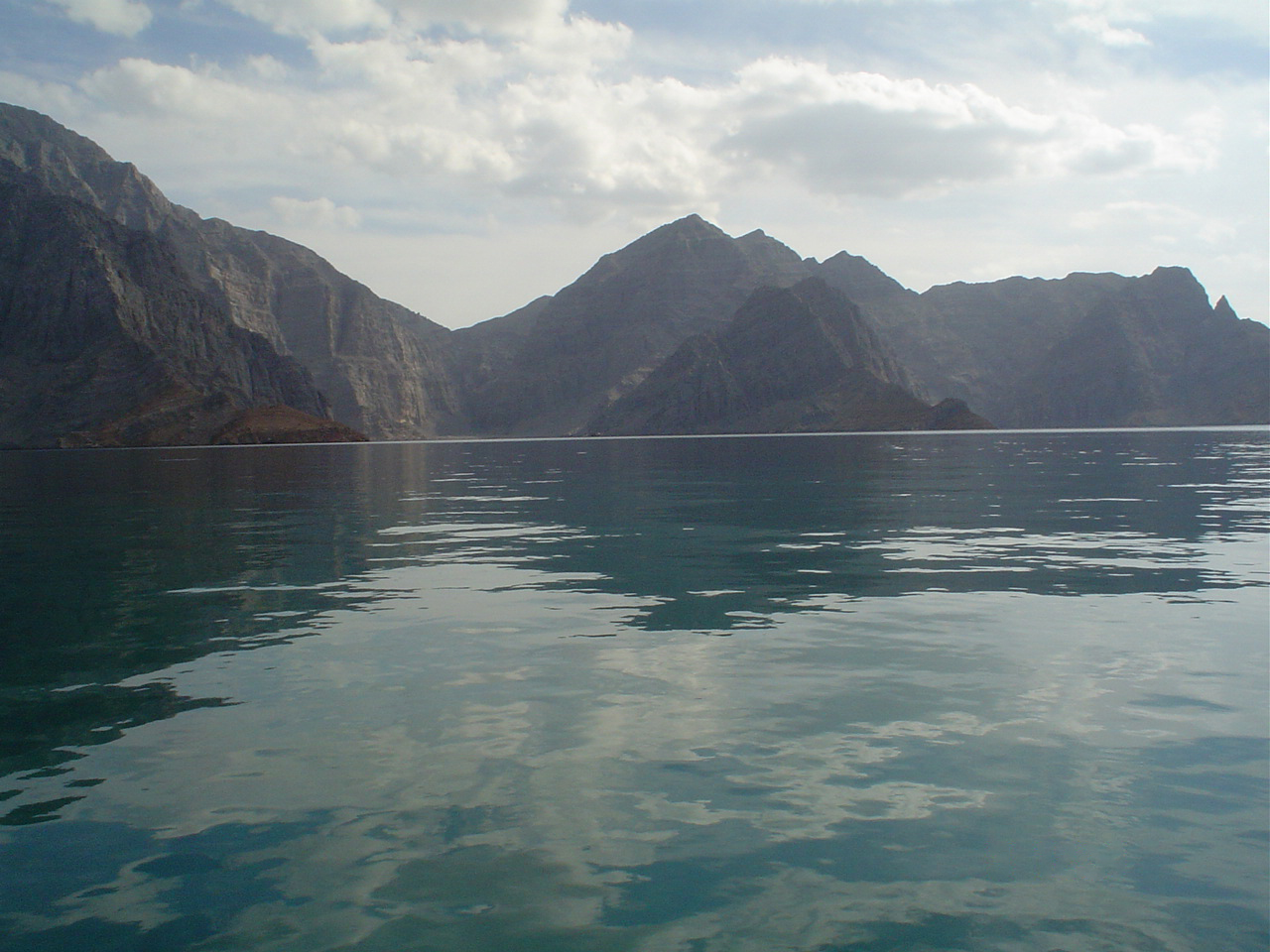
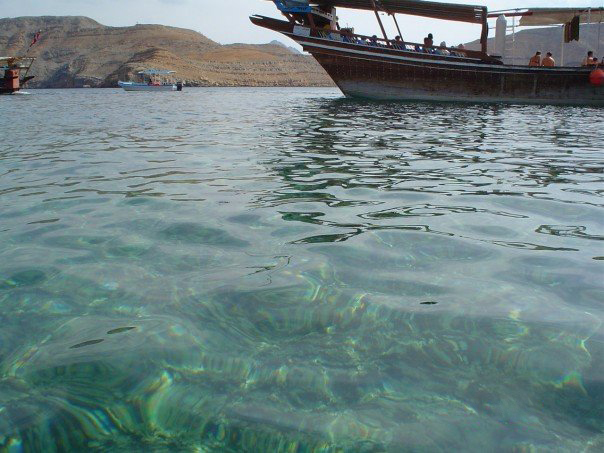
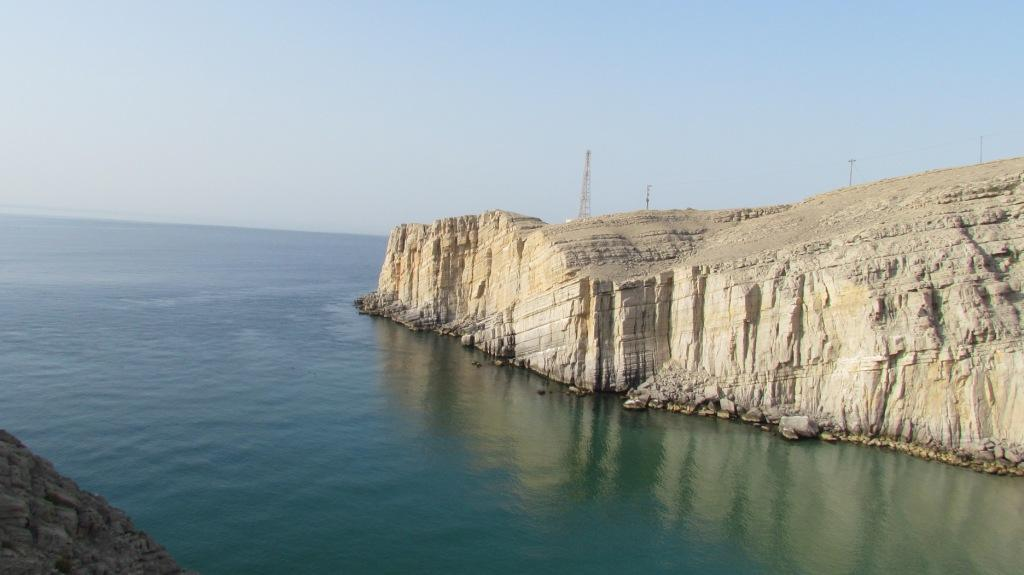
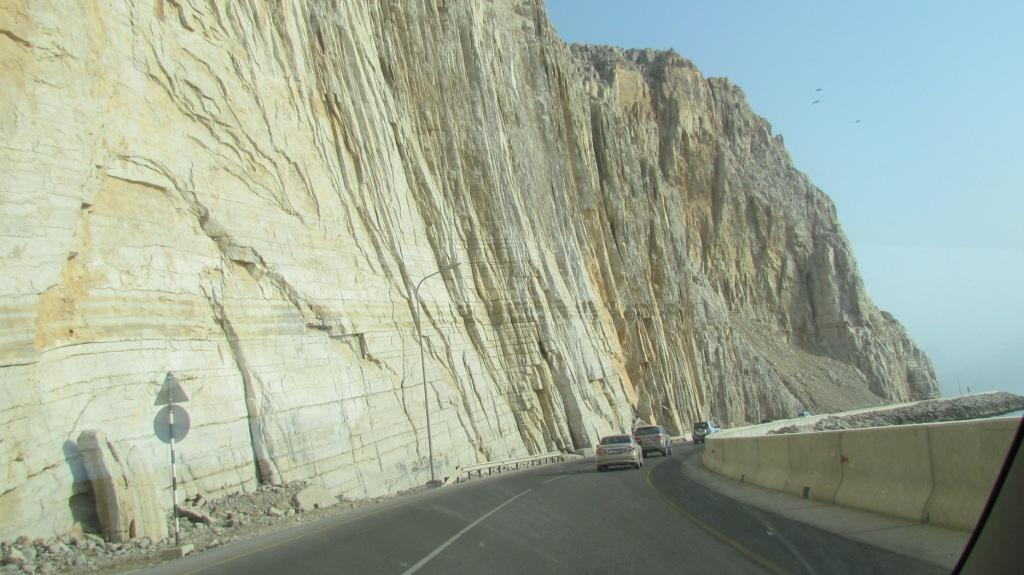
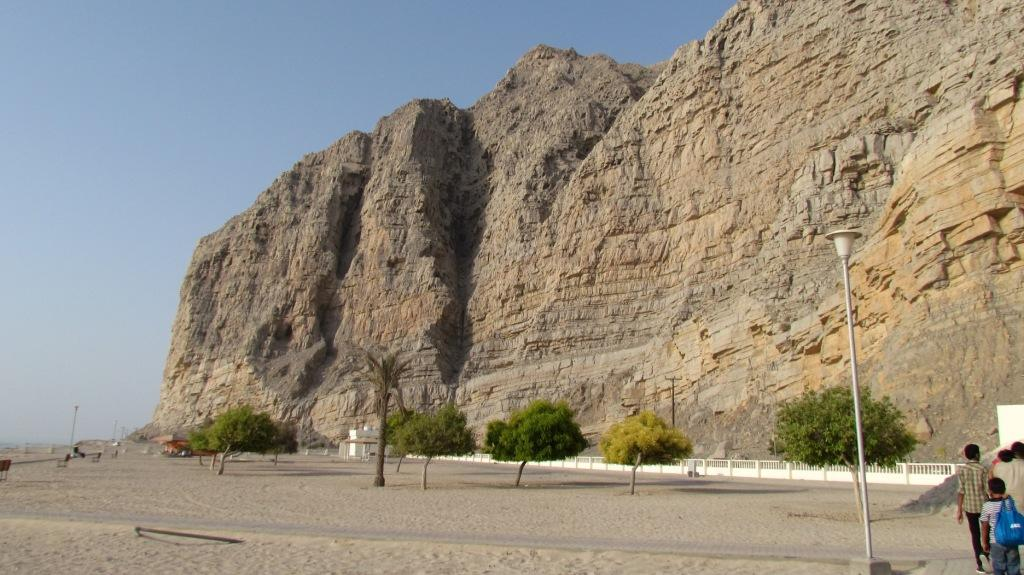
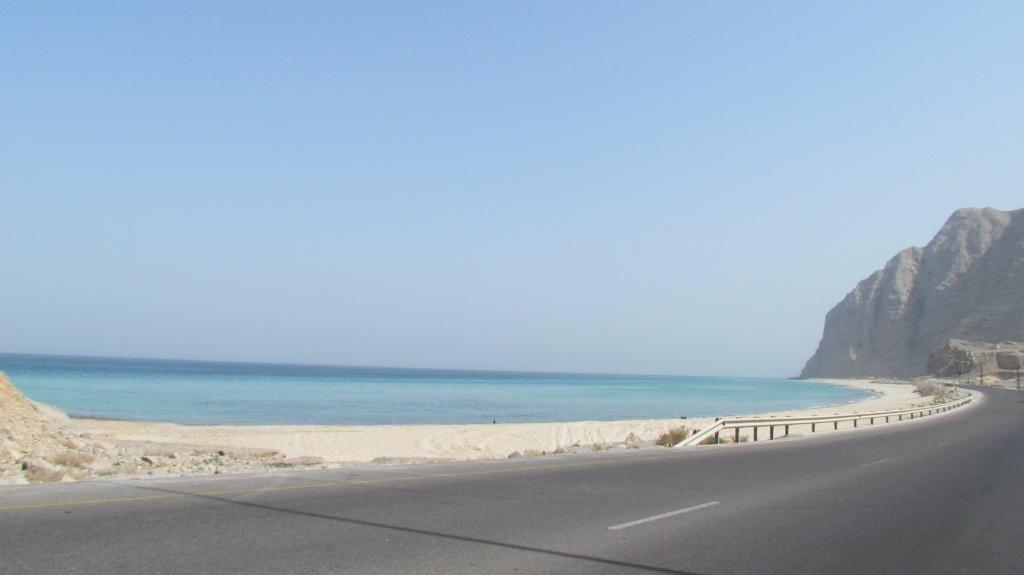